# Leptodactylus labyrinthicus
Espèce
Synonymes
- Rana labyrinthica Spix, 1824
- Rana marginata Steindachner, 1867
- Leptodactylus wuchereri Jiménez de la Espada, 1875
- Leptodactylus bufo Andersson, 1911
- Leptodactylus pentadactylus mattogrossensis Schmidt & Inger, 1951

Statut de conservation UICN

 LC  : Préoccupation mineure
Leptodactylus labyrinthicus est une espèce d'amphibiens de la famille des Leptodactylidae.

## Répartition
Cette espèce se rencontre jusqu'à 1 000 m d'altitude :
- au Brésil dans le Cerrado et le Caatinga ;
- au Paraguay ;
- en Argentine dans les provinces de Misiones et Corrientes.

Les spécimens de Bolivie appartiennent à une autre espèce.

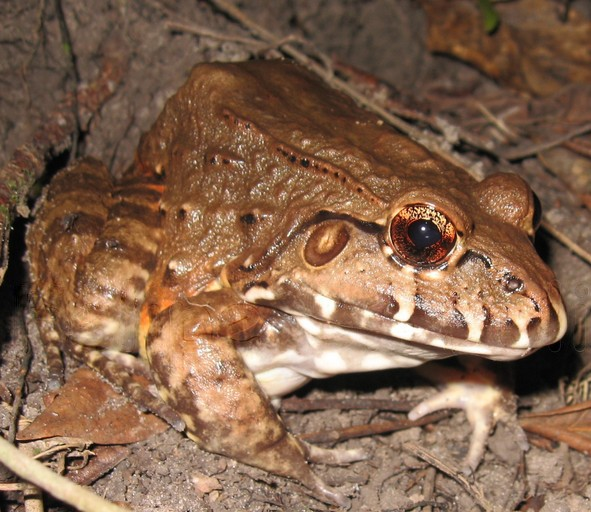
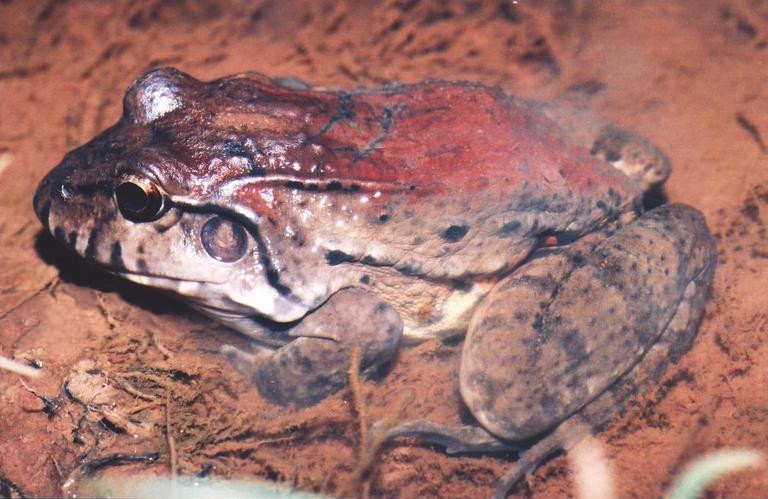
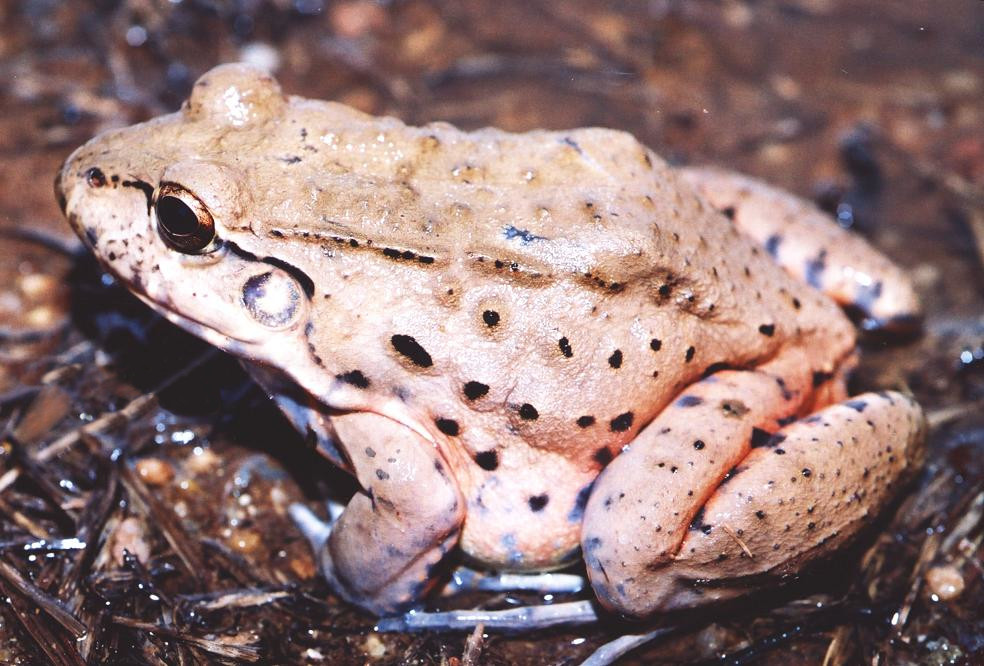
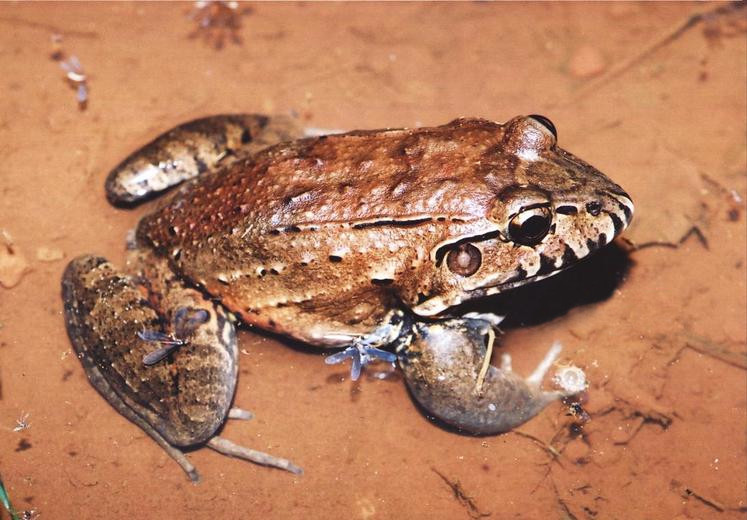

## Publication originale
- Spix, 1824 : Animalia nova sive species novae testudinum et ranarum, quas in itinere per Brasiliam annis 1817-1820 (texte intégral)